# 三段峡駅

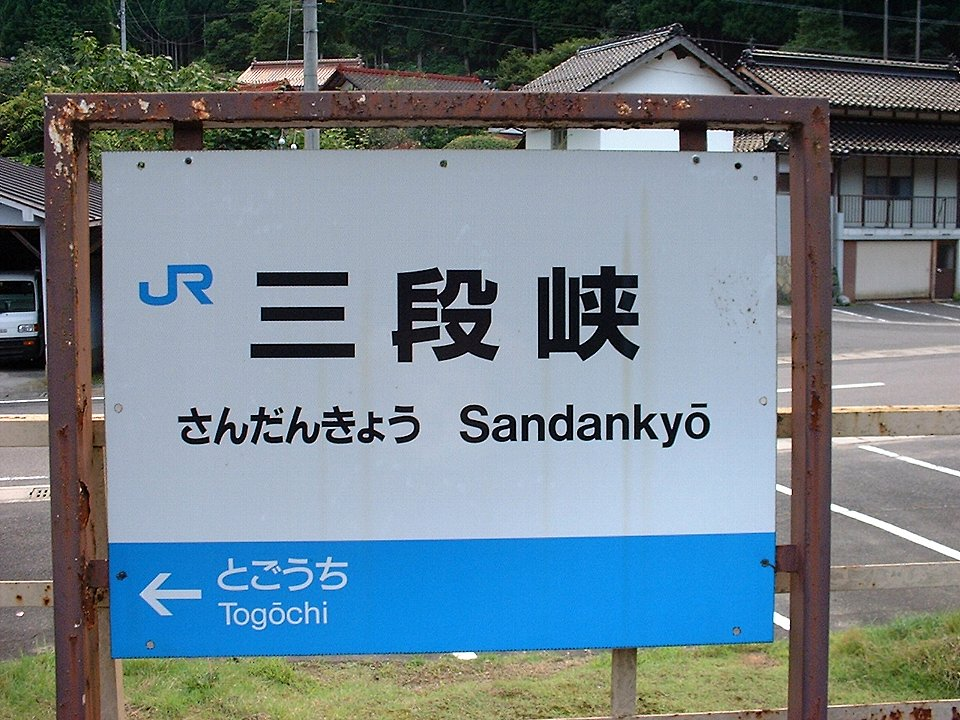
駅名標（2003年8月）

三段峡駅（さんだんきょうえき）は、広島県山県郡戸河内町（現・安芸太田町）滝川にあった西日本旅客鉄道（JR西日本）可部線の駅（廃駅）である。
同線の終着駅であったが、可部線非電化区間廃線に伴い、2003年（平成15年）12月1日に廃止された。

## 歴史
この駅は1969年（昭和44年）、国鉄可部線が加計駅から当駅まで延伸したのに伴い開業した。当駅から先、島根県の浜田駅まで線路を敷設すべく今福線の名で建設が進められたが、1980年（昭和55年）に国鉄再建法が施行されたため工事は中止された。
1970年代、特に紅葉シーズン時期の休日には、三段峡へ向かう観光客を乗せた四両編成のディーゼルカーが満席状態で駅に到着するほど賑わう反面、平日は閑散した状況となる等乗客数の落差は大きかった。1日利用者は平均100人程度で、平日の利用者の半数以上は戸河内へ通う小・中学生であった。通学する児童らの存在は鉄道が地域の重要な交通機関であることを証明したものの、低額な通学定期券利用者が中心ということもあり、管理事務所が「バカらしくて計算したくなくなるほど」悪化する営業係数の改善には貢献しなかった。
駅舎解体後の駅跡地には安芸太田町立の交流施設（三段峡交流広場）が設置されており、広場内には三段峡駅跡のモニュメントがある。このモニュメントの車止めは、現役時代の当駅の車止め（第4種車止め）とは異なり、第3種車止めである。なお、広場には広電バスの三段峡バス停留所が近接しており、三段峡 - 広島バスセンター間を結ぶバス路線が設定されている。

### 年表
- 1969年（昭和44年）
  - 1月28日：駅舎落成[5]。
  - 7月27日：国鉄可部線の駅（旅客駅）として開業[1]。業務委託駅[2]。
- 1985年（昭和60年）2月1日：無人駅化[6]（加計駅管理による乗車券類発売は継続→後に簡易委託駅化）。
- 1987年（昭和62年）4月1日：国鉄分割民営化により、JR西日本が継承[1]。
- 2003年（平成15年）12月1日：可部線部分廃線に伴い廃止。
- 2005年（平成17年）：駅舎解体。

## 駅構造

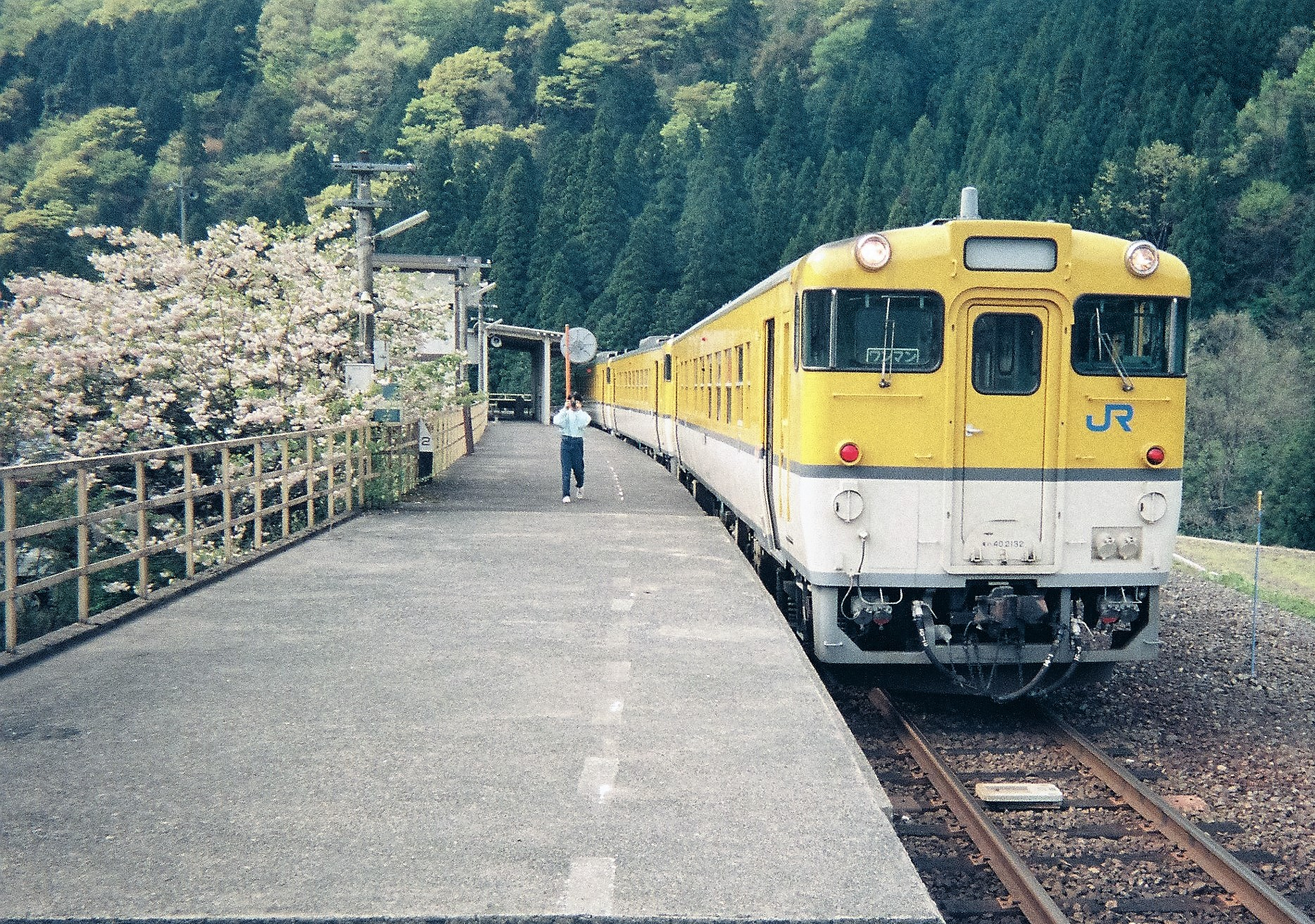
ホームに停車中の列車（1999年5月）

単式ホーム1面1線を有する地上駅であった。駅北端の線路終端部分には第4種車止めが設置されていた。また、本線の外側に側線を1本有していたが、両端共本線から分岐するポイントを含む数メートルの線路が残るのみで、中間の大部分が撤去されており機能していなかった。
駅舎は観光地三段峡への入口駅らしくコンクリート造り二階建てで斜めになった屋根を持つ大きなものであった。この駅は廃止まで簡易委託駅であり、委託駅員がピンク色の常備軟券を販売する出札窓口があった。

## 駅周辺

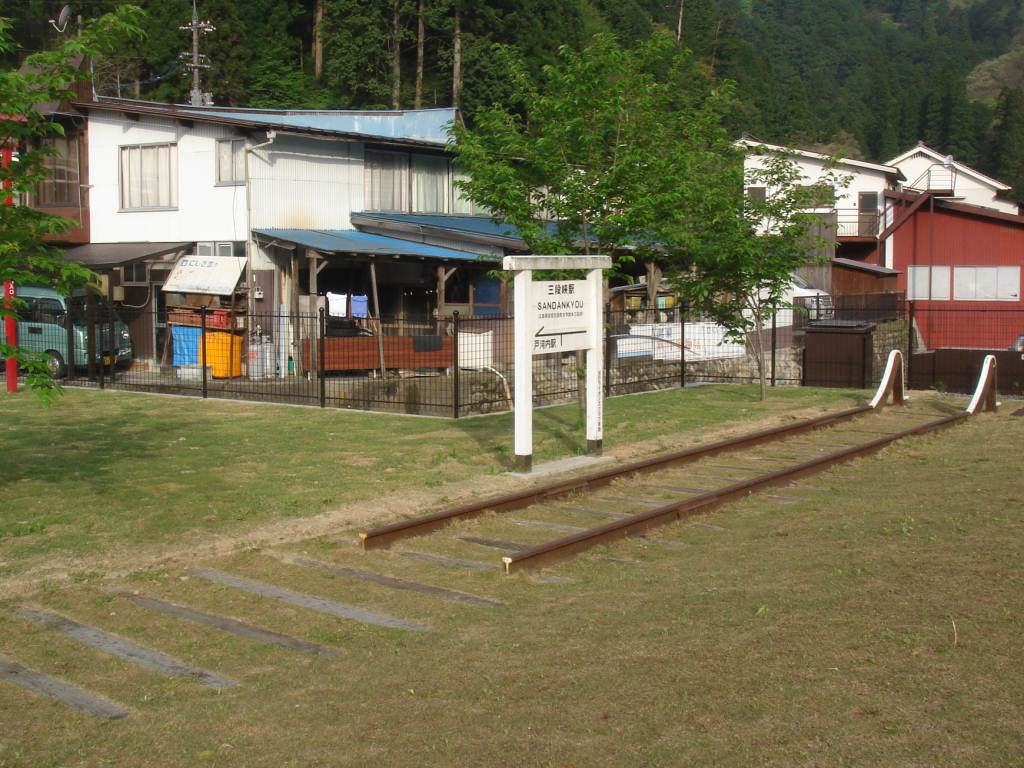
駅跡モニュメント（2010年5月）

駅前には三段峡へのハイキングコースの入口（三段峡正面口）があり、三段滝へは徒歩2時間ほどの距離である。また、駅横には柴木川が流れている。土産物屋・食堂・宿泊施設等の観光客向け施設がある。
かつて駅舎横には蒸気機関車（C11 189号機）が静態保存されていたが、可部線の部分廃止後は広島県安芸郡府中町にあるキリンビアパーク広島（ダイヤモンドシティ・ソレイユ、現・イオンモール広島府中）の敷地内に移設された。

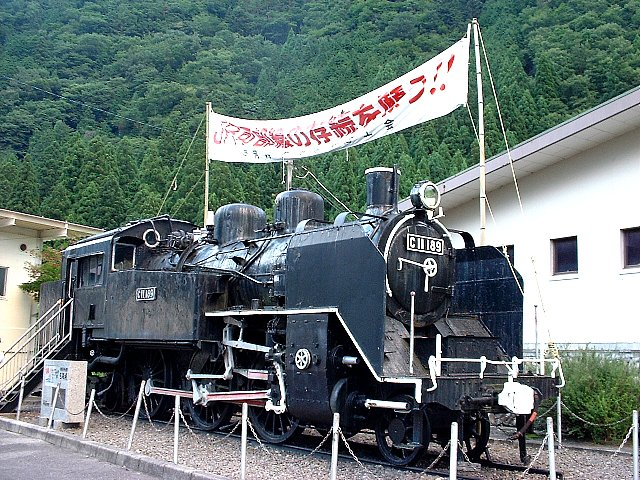
三段峡駅前に保存されていた頃のC11-189
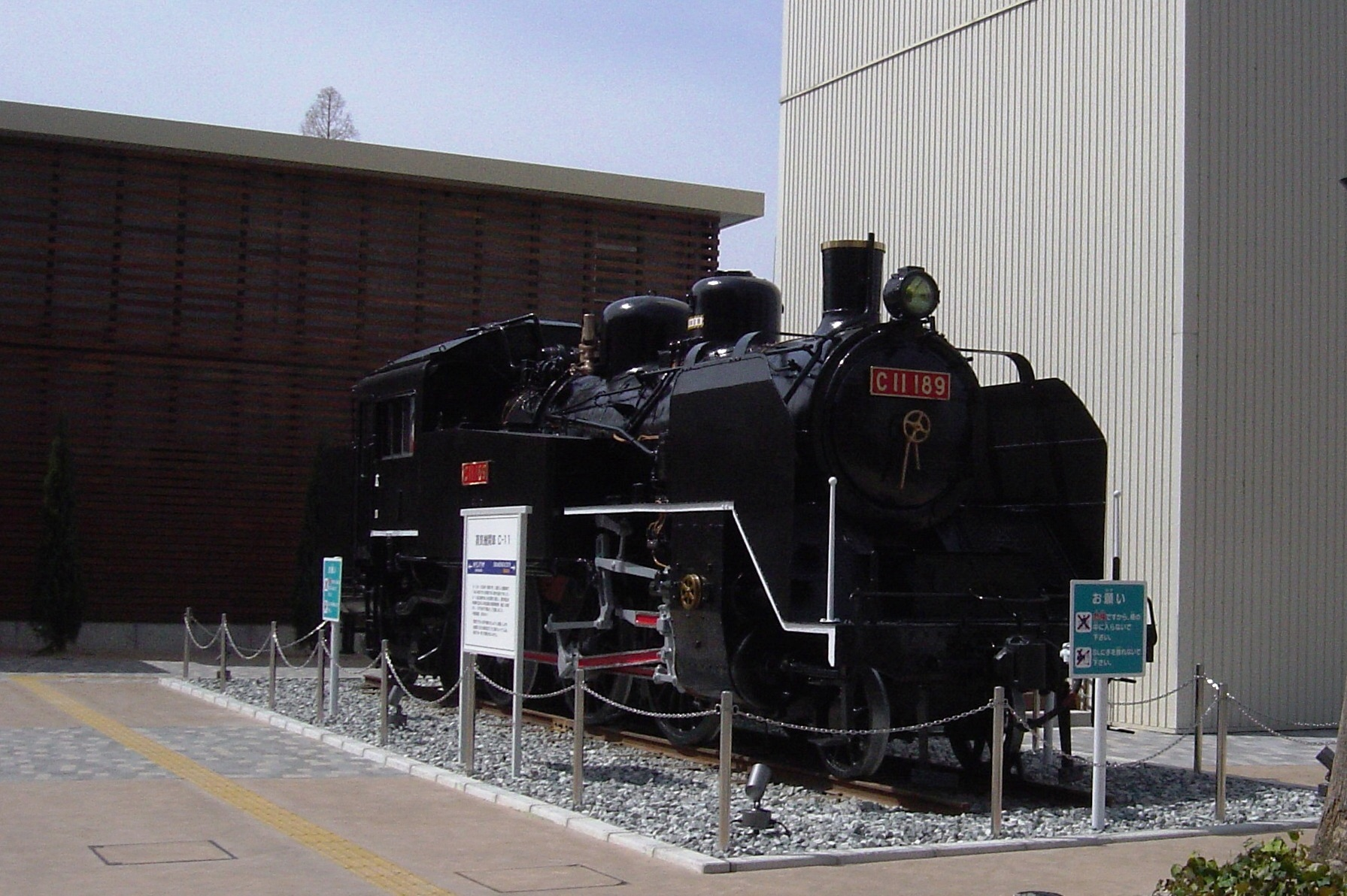
イオンモール広島府中ソレイユに移設されたC11-189

## 隣の駅
西日本旅客鉄道（JR西日本）
可部線
戸河内駅 - 三段峡駅
今福線（未成線）
三段峡駅 - 橋山駅